# Marugán (kommunhuvudort)
Marugán är en kommunhuvudort i Spanien.   Den ligger i provinsen Provincia de Segovia och regionen Kastilien och Leon, i den centrala delen av landet, 80 km nordväst om huvudstaden Madrid. Marugán ligger 952 meter över havet och antalet invånare är 513.
Terrängen runt Marugán är platt.Runt Marugán är det mycket glesbefolkat, med 4 invånare per kvadratkilometer. Närmaste större samhälle är Villacastín, 13,5 km söder om Marugán. Trakten runt Marugán består till största delen av jordbruksmark.